# Banque de membres JAK
 (avril 2018).
Pour les articles homonymes, voir JAK.
La Banque de membres JAK, ou JAK Medlemsbank en suédois, est une institution financière coopérative basée à Skövde, en Suède, et établie sur un concept qui est né au Danemark en 1931,,.
JAK est l'acronyme de Jord Arbete Kapital en suédois, qui signifie des Terres, du Travail, du Capital, que l'on peut associer aux facteurs de production dans l'économie classique. Cette banque compte environ 39 000 membres (décembre 2015). Les politiques de la Banque et la direction, sont gérées par un Conseil d'administration élu chaque année par les membres. Les membres du conseil d'administration ne représentent qu'une seule part de la banque. La Banque de Membres JAK offre un système de prêt bancaire et d'épargne sans taux d'intérêt. Toutes les activités de la banque se produisent en dehors du marché des capitaux, les prêts sont financés uniquement par l'épargne des membres, il n'y a pas de création monétaire. Les charges administratives et les coûts de développement sont payés par les frais d'adhésion et des frais bancaires lors des prêts.
Le système bancaire de la JAK emploie un système de Points d'Épargne : les membres accumulent des Points lorsqu'ils épargnent et peuvent les utiliser lors de demandes de prêt.
Ce concept autorise l'épargnant à souscrire un prêt en regard de l'épargne qui existe dans les autres comptes. Les Points d'Épargne assurent donc la durabilité du mécanisme des prêts.
Si un membre effectue un emprunt sans avoir au préalable économisé suffisamment de points, il sera obligé de continuer d'accumuler des Points au cours de la période de remboursement. Ces Points supplémentaires sont calculés afin de maintenir un quota fixe de monnaie qu'un membre doit enregistrer après que le prêt a été consenti, afin que le membre puisse continuer à gagner des Points d'Épargne. De cette façon, à la fin de la période de remboursement, les Points d'Épargne gagnés seront égaux aux Points d'Épargne dépensés.
JAK propose également une formule de prêts pour lesquels vous n'avez pas besoin de Points d'Épargne.

## Histoire
La coopérative JAK Jord Arbejde Kapital a été fondée au Danemark au cours de la Grande Dépression en 1931. Elle a émis de la monnaie locale qui a ensuite été interdite par le gouvernement danois en 1933. En 1934, elle fonde un système d'épargne et de crédit sans intérêt et un Système d'Échange Local (SEL). Les deux systèmes sont contraints de fermer, toutefois l'épargne et le crédit sans intérêt refont surface en 1944. L'expérience de la banque JAK au Danemark a inspiré un groupe en Suède, pour développer une organisation à but non lucratif nommé Jord Arbete Kapital - Riksförening för Ekonomisk Frigörelse (Association Nationale pour l'Émancipation Économique) en 1965. Ce groupe de pionniers a développé un système mathématique basé sur les Points d'Épargne, nommé le système d'économie équilibrée. L'association a progressé lentement au début. En 1997, une modification législative fut nécessaire à l'association pour recevoir une licence bancaire de la part de l'Autorité suédoise de surveillance financière afin de continuer à fonctionner comme une institution financière. Cette autorisation est accordée cette année-là. Les dépôts bancaires de la JAK sont alors assurés par le gouvernement.

## Philosophie
La philosophie de la JAK se définit comme suit : l'instabilité économique découle de l'usage des intérêts sur les prêts bancaires. Il n’est pas moral de donner des prêts contre des taux intérêt où il n’y a ni travail, ni risque impliqué.
La banque JAK fonctionne selon les principes suivants :
- La perception d'intérêt est contraire à une économie stable ;
- L'intérêt cause du chômage, de l'inflation, et la destruction de l'environnement ;
- L'intérêt favorise les mouvements de la monnaie des pauvres vers les riches ;
- L'intérêt privilégie les projets qui produisent des bénéfices à court terme.

Le but de JAK est la suppression de l'intérêt comme un instrument économique et son remplacement par des outils financiers qui sont favorables à la population. Le principal objectif d'une banque doit être de fournir à ses membres un instrument financier durable et fiable au service de l'économie locale et de l'environnement.

## Adhésion
Le Marketing de JAK se fait principalement par des bénévoles et le bouche à oreille. Les dépôts et les prêts sont faits dans la monnaie Couronne Suédoise (SEK). Les hypothèques ou des garanties personnelles, ne sont acceptées que si le bien ou le garant est de nationalité suédoise. Il est obligatoire d'avoir une résidence suédoise lors de la demande de prêt auprès de la JAK. L'épargne des membres est couverte par la garantie des dépôts du système bancaire suédois.

## JAK dans d'autres pays
Il existe des organisations similaires à la JAK en dehors de la Suède : Danemark, Allemagne et Italie. Il y a aussi une tentative de lancer ce système de banque en Norvège.
Les organisations  danoises, qui remontent à 1931, sont connus comme J. A. K. Andelskasser, et il y a 14 organisations indépendantes qui détiennent le statut juridique de andelskasse. Il s'agit d'une forme de banque au Danemark. Ils sont tous membres de Landsforeningen J. A. K., l'association qui fédère les JAK.